# Мюрццушлаг
Мюрццушлаг (нем. Mürzzuschlag) — город в Австрии, в федеральной земле Штирия. 
Входит в состав округа Брукк-Мюрццушлаг.  Площадь коммуны составляет 51,38 км², население — 8156 человек (1 января 2022), плотность населения — 159 чел./км². Официальный код  —  62143.

## История
Основан в 1227 году.
Мюрццушлаг — место проведения Зимней Рабочей Олимпиады 1931 года.
Освобожден в мае 1945 года войсками 233 стрелковой Кременчугско-Знаменской Краснознаменной дивизии 3 Украинского фронта.

## География

### Географическое положение
Мюрццушлаг расположен на реке Мюрц на высоте 670 метров над уровнем моря.

### Административно-территориальное деление
Территория коммуны включает 10 населенных пунктов (нем. Ortschaft) (в скобках указано количество жителей на 1 января 2021 года):
- Ауэрсбах (122)
- Эдлах (140)
- Айхгорнталь (21)
- Ганц (126)
- Хёнигсберг (1662)
- Колебен (42)
- Ламбах (114)
- Мюрццушлаг (5747)
- Пернрайт (84)
- Шёнебен (169)

В состав коммуны также входит шесть кадастровых общин (нем. Katastralgemeinden) (в скобках приведена площадь на 2015 год):
- Ауэрсбах (945.3 га)
- Айхгорнталь (512.23 га)
- Ганц (747.48 га)
- Ламбах (336.85 га)
- Мюрццушлаг (1920.88 га)
- Шёнебен-Ганц (667.73 га)

## Политическая ситуация
Совет представителей коммуны (нем. Gemeinderat) состоит из 25 мест:
- СДПА занимает 13 мест.
- АПС занимает 5 мест.
- АНП занимает 3 места.
- КПА занимает 3 места.
- Зелёные занимают 1 место.

### Бургомистры
- Франц Котрба (СДПА, 1960–1983)
- Винфрид Зайдингер (СДПА, 1983–1987)
- Франц Штайнхубер (СДПА, 1987–1997)
- Вальтер Краннер (СДПА, 1997–2007)
- Карл Рудишер (СДПА, 2007—н. в.)

## Персоналии
- Вильднер, Иоганнес (род. 1956)  — австрийский дирижёр и скрипач.
- Елинек, Эльфрида (род. 1926) — австрийская романистка, драматург, поэт и литературный критик, лауреат Нобелевской премии 2004 года по литературе.
- Каплан, Виктор (1876—1934) — австрийский инженер, изобретатель поворотно-лопастной турбины, названной в его честь.
- Зепп Цайльбауэр (род. 1952) — австрийский легкоатлет, специалист по многоборьям.

## Города-партнеры
- Трептов-Кёпеник, Берлин — Германия
- Чильян — Чили
- Аруша — Танзания
- Бланско — Чехия
- Пэнчжоу —КНР